# Henicops brevilabiatus
Henicops brevilabiatus är en mångfotingart som först beskrevs av Ribaut 1923.  Henicops brevilabiatus ingår i släktet Henicops och familjen fåögonkrypare.
Artens utbredningsområde är Nya Kaledonien. Inga underarter finns listade i Catalogue of Life.